# Omphalucha crenulata
Omphalucha crenulata är en fjärilsart som beskrevs av W. Warren 1897. Omphalucha crenulata ingår i släktet Omphalucha och familjen mätare. Inga underarter finns listade i Catalogue of Life.